# ラブライブ!サンシャイン!! Aqours First LoveLive! 〜Step! ZERO to ONE!!〜
『ラブライブ！サンシャイン!! Aqours First LoveLive! 〜Step! ZERO to ONE!!〜』（ラブライブ サンシャイン アクア　ファースト ラブライブ ステップ ゼロ トゥ ワン）は、2017年9月27日に発売されたAqoursの映像作品。2017年2月25日・2月26日に横浜アリーナにて行われた「ラブライブ！サンシャイン!! Aqours First LoveLive! 〜Step! ZERO to ONE!!〜」の模様を収録。
本稿では、この1stライブを基にしたアジアツアー『LOVELIVE! SUNSHINE!! Aqours World Love Live! ASIA TOUR 2019』についても記述する。

## 概要
Aqours初の映像作品。6月9日に配信されたニコ生「Aqours浦の星女学院生放送!!! 〜GuiltyKissだよ！いち、に、のサンシャイン!!〜 ラブライブ！サンシャイン!!」内で、Blu-rayとDVDでの発売決定が発表された。
2月25日分のみを収録した「Day 1」と、2月26日分のみを収録した「Day 2」がDVDとBlu-rayで発売するほか、Blu-rayのみを両日分を収録した「Blu-ray Memorial BOX」が発売される。
「Memorial BOX」には特典ディスクとして、舞台裏メイキング映像、幕間映像が収録される。
宣伝においては、「全楽曲ノーカット収録」であることを強く押し出している。

## チャート成績
9月26日付のオリコンBD総合デイリーランキングで「Memorial BOX」が2位にランクイン。BD音楽デイリーランキングでは1位を獲得した。その後も6日連続で3位以内を守り、10月9日付のオリコン週間ランキングでは、音楽BD週間ランキングで「Memorial BOX」が初動2.9万枚を売り上げ1位にランクイン。Aqoursとしては初の週間1位獲得とともに、ラブライブの作品としては『ラブライブ! μ's Final LoveLive!〜μ'sic Forever♪♪♪♪♪♪♪♪♪〜』以来1年ぶりの1位獲得となった。

## 収録曲

### 本編（Day1）

#### Disc 1
1. Opening Movie
2. 青空Jumping Heart
  - 歌：Aqours

3. 恋になりたいAQUARIUM
  - 歌：Aqours

4. MC1
5. Aqours☆HEROS
  - 歌：Aqours

6. 決めたよHand in Hand
  - 歌：高海千歌（伊波杏樹）、桜内梨子（逢田梨香子）、渡辺曜（斉藤朱夏）

7. ダイスキだったらダイジョウブ!
  - 歌：高海千歌（伊波杏樹）、桜内梨子（逢田梨香子）、渡辺曜（斉藤朱夏）

8. 夢で夜空を照らしたい
  - 歌：高海千歌（伊波杏樹）、桜内梨子（逢田梨香子）、渡辺曜（斉藤朱夏）、津島善子（小林愛香）、国木田花丸（高槻かなこ）、黒澤ルビィ（降幡愛）

9. 元気全開DAY! DAY! DAY!
  - 歌：CYaRon!

10. MC＜CYaRon!＞
11. 夜空はなんでも知ってるの?
  - 歌：CYaRon!

12. トリコリコPLEASE!!
  - 歌：AZALEA

13. MC＜AZALEA＞
14. ときめき分類学
  - 歌：AZALEA

15. Strawberry Trapper
  - 歌：Guilty Kiss

16. MC＜Guilty Kiss＞
17. Guilty Night, Guilty Kiss!
  - 歌：Guilty Kiss

#### Disc 2
1. Intermission Movie 1
2. 未熟DREAMER
  - 歌：Aqours

3. 想いよひとつになれ
  - 歌：Aqours

4. MC3
5. 届かない星だとしても
  - 歌：Aqours

6. Intermission Movie 2
7. MIRAI TICKET
  - 歌：Aqours

8. MC4
9. 君のこころは輝いてるかい?
  - 歌：Aqours

10. Encore Animation
11. Pops heart で踊るんだもん!
  - 歌：Aqours

12. ユメ語るよりユメ歌おう
  - 歌：Aqours

13. MC5
14. Step! ZERO to ONE
  - 歌：Aqours

### 本編（Day2）

#### Disc 3
1. Opening Movie
2. 青空Jumping Heart
  - 歌：Aqours

3. 恋になりたいAQUARIUM
  - 歌：Aqours

4. MC1
5. ハミングフレンド
  - 歌：Aqours

6. 決めたよ Hand in Hand
  - 歌：高海千歌（伊波杏樹）、桜内梨子（逢田梨香子）、渡辺曜（斉藤朱夏）

7. ダイスキだったらダイジョウブ!
  - 歌：高海千歌（伊波杏樹）、桜内梨子（逢田梨香子）、渡辺曜（斉藤朱夏）

8. 夢で夜空を照らしたい
  - 歌：高海千歌（伊波杏樹）、桜内梨子（逢田梨香子）、渡辺曜（斉藤朱夏）、津島善子（小林愛香）、国木田花丸（高槻かなこ）、黒澤ルビィ（降幡愛）

9. 元気全開DAY! DAY! DAY!
  - 歌：CYaRon!

10. MC＜CYaRon!＞
11. 夜空はなんでも知ってるの?
  - 歌：CYaRon!

12. トリコリコPLEASE!!
  - 歌：AZALEA

13. MC＜AZALEA＞
14. ときめき分類学
  - 歌：AZALEA

15. Strawberry Trapper
  - 歌：Guilty Kiss

16. MC＜Guilty Kiss＞
17. Guilty Night, Guilty Kiss!
  - 歌：Guilty Kiss

#### Disc 4
1. Intermission Movie 1
2. 未熟DREAMER
  - 歌：Aqours

3. 想いよひとつになれ
  - 歌：Aqours

4. MC3
5. 待ってて愛のうた
  - 歌：Aqours

6. Intermission Movie 2
7. MIRAI TICKET
  - 歌：Aqours

8. MC4
9. 君のこころは輝いてるかい?
  - 歌：Aqours

10. Encore Animation
11. Pops heart で踊るんだもん!
  - 歌：Aqours

12. ユメ語るよりユメ歌おう
  - 歌：Aqours

13. MC5
14. Step! ZERO to ONE
  - 歌：Aqours

### 特典ディスク
1. 幕間映像(Day1)
2. 幕間映像(Day2)
3. Making of LoveLive! Sunshine!! Aqours First LoveLive! ~ Step! ZERO to ONE ~

## エピソード
- 「想いよひとつになれ」のパフォーマンスは、桜内梨子役の逢田梨香子が実際にピアノの演奏をアニメ本編とシンクロする形で行なった。音符も読めない素人だったものの、本人の意志で約3ヶ月間練習した末に本番で成功させた。2日目には、極度の緊張から曲の序盤で弾き間違えてしまい、ライブが途中で中断してしまうアクシデントがあったが、駆け寄ったメンバー[注 2]と、会場のファンの声援を受けて復活。2回目は震えながらも最後まで弾き切ることができた[注 3][2]。
  - 1stライブを象徴する感動的なシーンとはなったものの、本人はこの失敗を重く受け止めており、一時期は「想いよひとつになれ」そのものがトラウマになってしまっていたという[3]。「想いよひとつになれ」が再びライブで披露されるのは、1年半後の4thライブまで待つこととなる。

## LOVELIVE! SUNSHINE!! Aqours World Love Live! ASIA TOUR 2019
2019年に開催されたAqoursの海外ツアー。アジア4か国で全8公演を実施。ラブライブ!シリーズのライブでは初のフィルムコンサート形式となった。セットリストは1stライブの流れを踏襲しており、一部の幕間アニメやアンコールアニメは1stライブの映像が流用されている。
前年の2018年に開催された「ラブライブ！サンシャイン!! Aqours クラブ活動 LIVE & FAN MEETING 〜Landing action Yeah!!〜」のアジア公演同様、日本人向けの海外オフィシャル鑑賞ツアーが実施された。
上海および台北の初日公演中に小宮有紗が体調不良を訴え、アンコール前に途中退席した。休養を要する急性のアレルギー症状と医師の診断を受けたため、残りの6公演全てを欠席することとなった。不在となった小宮有紗の「レッド」のポンポンを諏訪ななかが左手に鈴木愛奈が右手にそれぞれ持ち、「ユメ語るよりユメ歌おう」を歌唱した。また、アンコールで披露された「No.10」では、曲ラストの小宮有紗の「7」の点呼を、ファンが代わりに言うシーンも見られた。
|        | 開催日   | 開演時間 | 会場                              | MC         |
| 2019年 | 2019年   | 2019年   | 2019年                            | 2019年     |
| ------ | -------- | -------- | --------------------------------- | ---------- |
| 1      | 03月23日 | 018:00   | 国家会展中心（上海）虹館EH        | 伊波杏樹   |
| 1      | 03月24日 | 016:00   | 国家会展中心（上海）虹館EH        | 伊波杏樹   |
| 2      | 04月06日 | 018:00   | 台北国際会議センター （TICC）     | 斉藤朱夏   |
| 2      | 04月07日 | 016:00   | 台北国際会議センター （TICC）     | 斉藤朱夏   |
| 3      | 04月13日 | 017:30   | 幕張メッセ （幕張イベントホール） | 逢田梨香子 |
| 3      | 04月14日 | 016:00   | 幕張メッセ （幕張イベントホール） | 逢田梨香子 |
| 4      | 04月20日 | 018:00   | 高麗大学 （化汀体育館）           | 降幡愛     |
| 4      | 04月21日 | 016:00   | 高麗大学 （化汀体育館）           | 降幡愛     |